# Molophilus erectus
Molophilus erectus là một loài ruồi trong họ Limoniidae. Chúng phân bố ở vùng Tân nhiệt đới.